# Нове Бікмурзино
Нове Бікму́рзино (рос. Новое Бикмурзино, чув. Çĕнĕ Шăхран) — присілок у складі Комсомольського району Чувашії, Росія. Входить до складу Комсомольського сільського поселення.
Населення — 212 осіб (2010; 230 у 2002).
Національний склад:
- чуваші — 98 %